# 艾伦·汤普森 (皮划艇运动员)
艾伦·汤普森（英語：Alan Thompson，1959年6月14日—），新西兰男子皮划艇运动员。他曾代表新西兰参加1980年、1984年和1988年夏季奥林匹克运动会皮划艇比赛，获得二枚金牌。